# Skylink
Skylink je obchodní značka pro česko-slovenskou satelitní platformu, provozovanou lucemburskou společností M7 Group (Canal+ Luxembourg S.a.r.l.)
Skylink začal podnikat v roce 2007. Jeho popularita začala růst v roce 2009, kdy nabídla vysílání téměř 100 stanic bez poplatku. Postupně však servisní poplatek zvyšoval cenu až na 119 Kč a v roce 2020 byl poplatek zrušen. Dnes nabízí Skylink programové balíčky, ve kterých je určitý počet stanic. Skylink má dnes v Česku přibližně 1 mil. zákazníků. Od roku 2016 kromě satelitních služeb nabízí také televizi přes internet, která obsahuje 80 programů s archívem.
Na konci roku 2009 měl Skylink 900 000 zákazníků, v dubnu 2010 měl Skylink 1 000 000 zákazníků. Dnes má Skylink v Česku a na Slovensku spolu přes 1,4 mil. zákazníků.
Kromě toho společnost Skylink bývá kritizována zákazníky za neférové praktiky. Přestože společnost slibovala příjem bez poplatků, byl 1. září 2012 zaveden tzv. servisní poplatek.